# Corchorus saxatilis
Corchorus saxatilis là một loài thực vật có hoa trong họ Cẩm quỳ. Loài này được Wild mô tả khoa học đầu tiên năm 1957.